# Óscar René Cardozo
Óscar René Cardozo (Paraguai, 20 de maig del 1983) és un futbolista professional paraguaià que juga de davanter.
En la seva carrera ha destacat a clubs com Newell's Old Boys, SL Benfica de la Lliga Sagres portuguesa, Trabzonspor i Olympiakos FC.
Cardozo, també juga per la selecció de Paraguai des del 2006.

## Enllaços externs

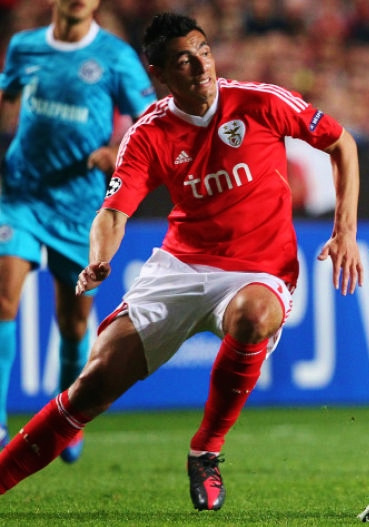
Cardozo al Benfica el 2012.